# سفاة

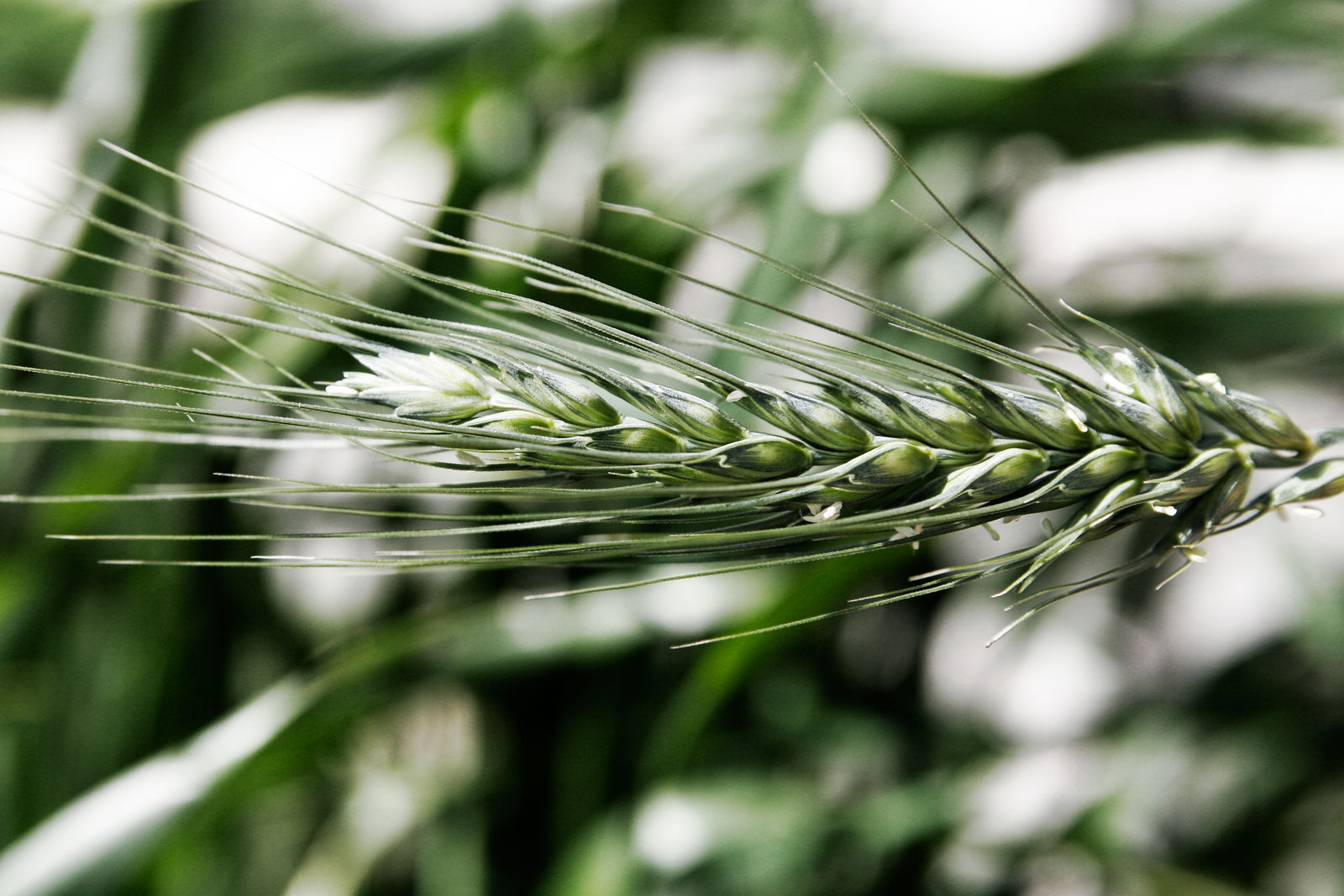
السنبلة المُسفَّاة للشيلم المزروع

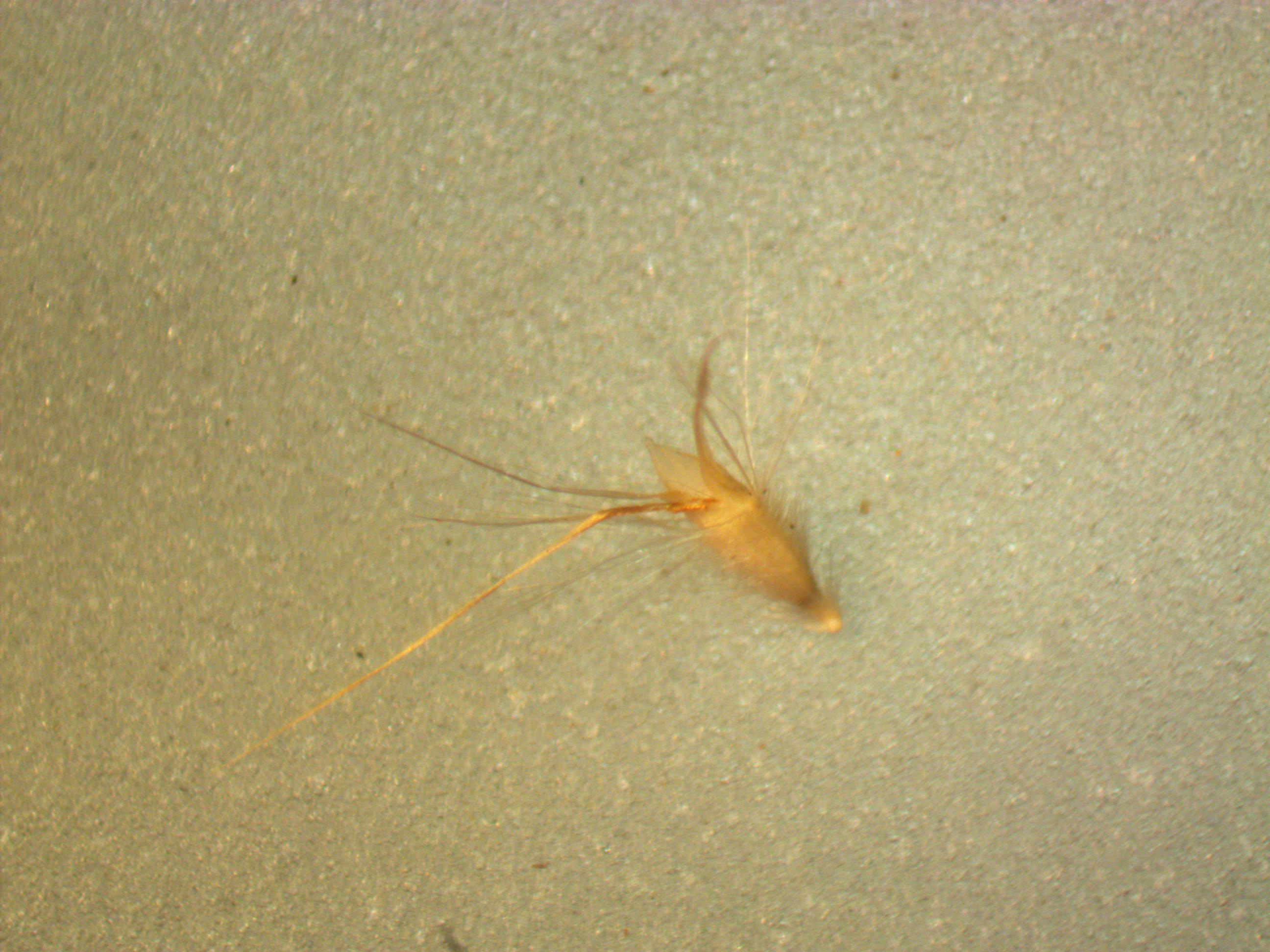
سفا على ثمرة نوع عشب أسترالي

السَّفَاة (جمع: سفا) في علم النبات هي إما ملحق شبيه بالشعر أو الشعر الخشن على هيكل أكبر أو في حالة النجميات عنصر صلب يشبه الإبرة في القشرة .
السفا هي سمة من سمات العائلات النباتية المختلفة والتي تشمل الغرنوقية والعديد من النجيليات.

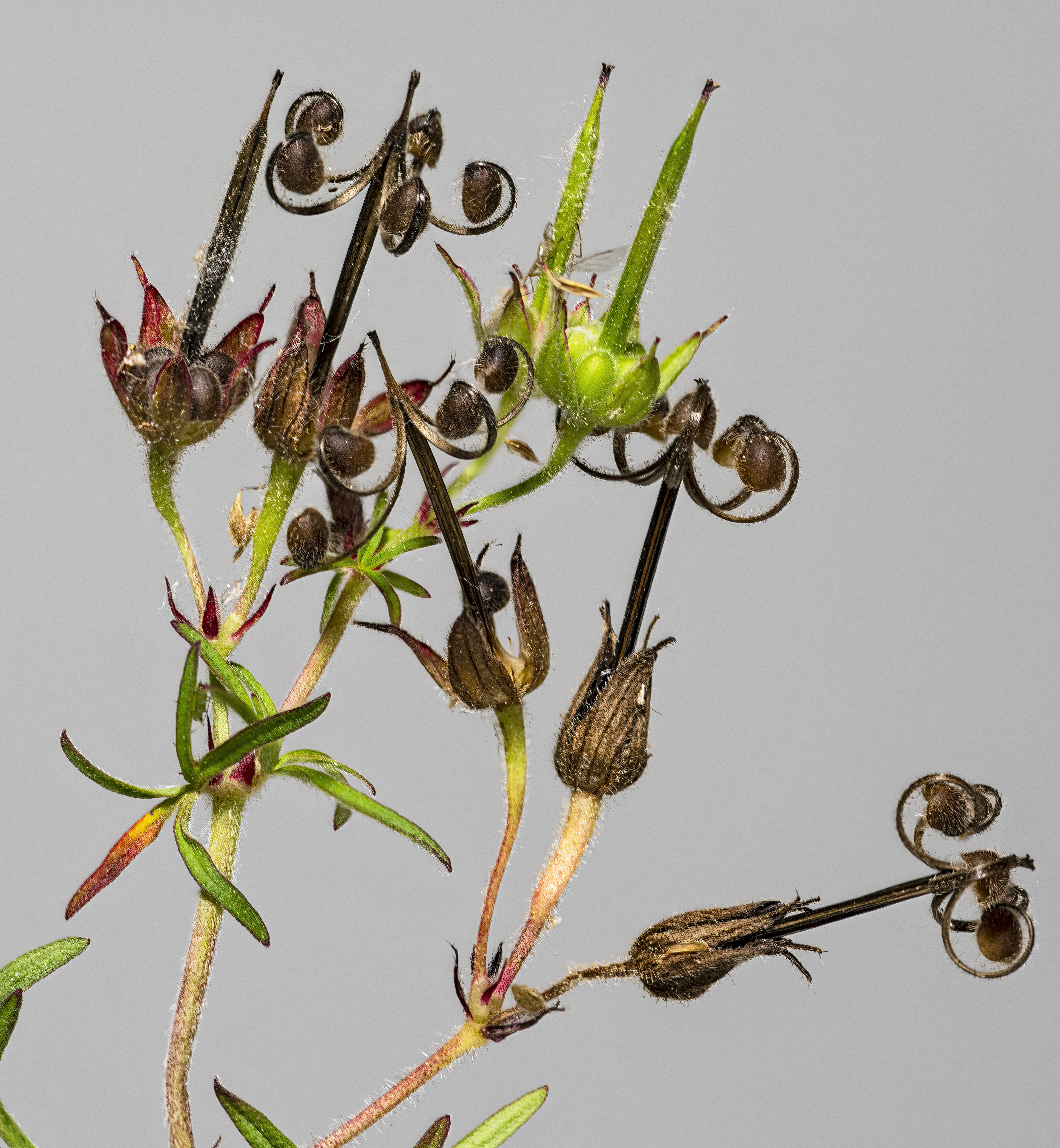
ثمار أحد أنواع الغرنوقية ، واحدة لم تفرغ بعد، اثنتان منها أفرغت متاعها الحامل للبذور عن طريق قذف البذور بينما تجف السفا وتنكمش وتنقسم بمرونة.

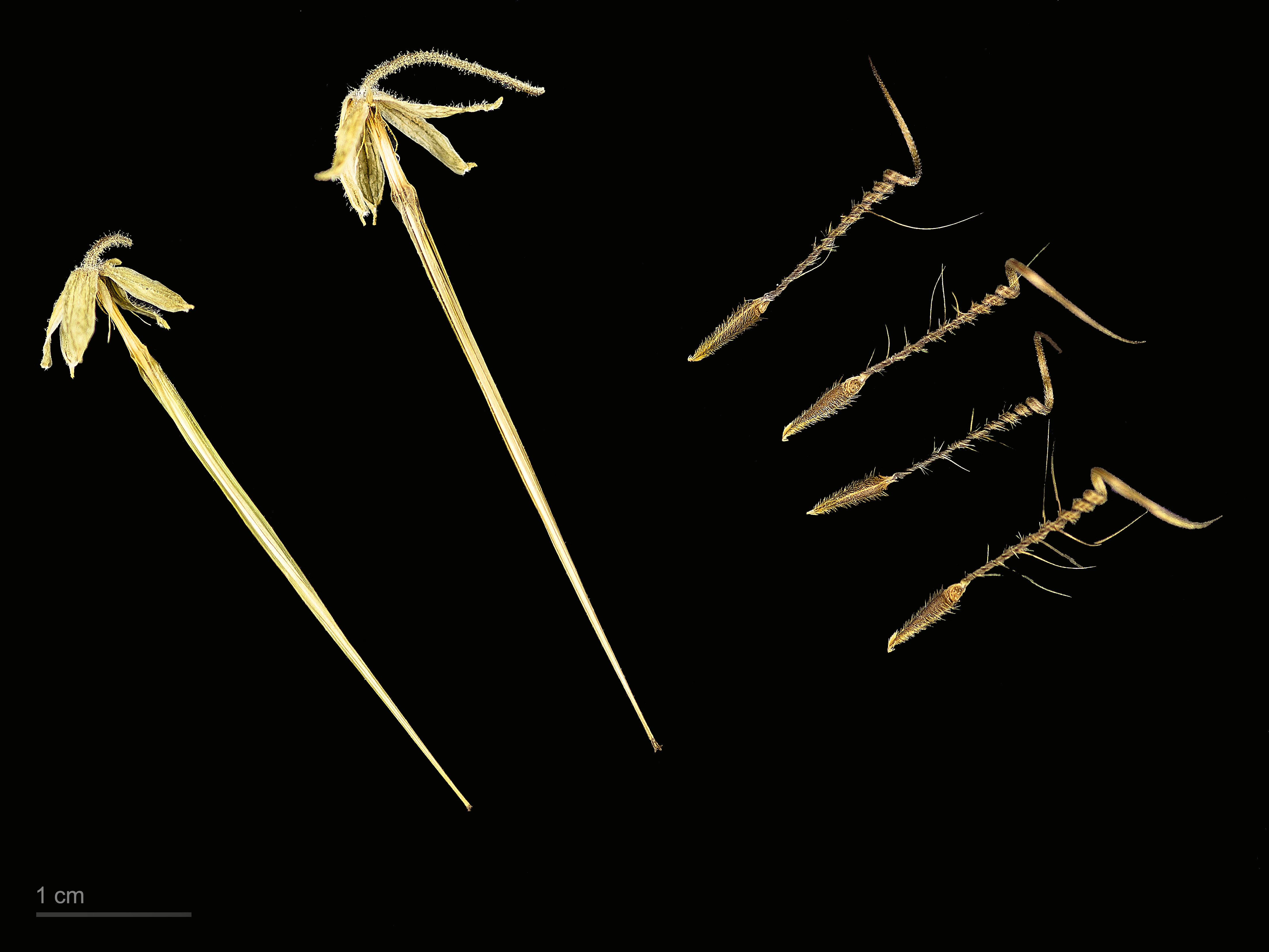
السفا على المتاع من رقمة مسكية التي تلتف عندما تجف. قد يقذفون بذورهم، أو يعلقون بأثواب الحيوانات، أو يدفنون البذور جزئيًا إذا هبطوا بشكل مناسب عليها